# Ernst Bruun Olsen
Ernst Bruun Olsen (* 12. Februar 1923 in Nakskov; † 2. Januar 2011) war ein dänischer Schauspieler, Dramatiker, Hörspielautor und Regisseur.

## Leben und Wirken
Bruun Olsen war der Sohn eines Holzschuhmachers. Nach dem Schulabschluss 1941 setzte er seine Ausbildung am Blågård-Seminar fort und besuchte einige Zeit eine Kunsthandwerkschule. 1946 wurde er als Schauspielstudent am Theater von Odense aufgenommen und stand bereits im gleichen Jahr in Kaj Munks En Idealist auf der Bühne. Er hatte weitere Auftritte, wirkte dreimal in der Helsingør Revyen mit und hatte Nebenrollen in einigen Filmen.
Im Hörfunk debütierte er 1958 mit dem Hörspiel I morgen skal jeg videre. Sein künstlerischen Durchbruch hatte er 1962 mit dem Musical Teenagerlove (Musik von Finn Savery), das an der Königlichen Oper in Kopenhagen aufgeführt wurde. Neben historischen Dramen wie De fredsommelige (1969), Den poetiske raptus (1976) und  Claire Lacombe og den store revolution (1989) verfasste Bruun Olsen sozialkritische Stücke wie Bal i den borgerlige (1966) – mit dem dänischen Hörspielpreis, dem Hörspielpreis der Dänischen Blindengesellschaft, dem Nordischen Hörspielpreis, dem Theaterpokal, dem Kjeld-Abell-Preis und dem Danske Dramatikeres Hæderspris ausgezeichnet – und Prometeus i saksen (1981). Scherereien mit Vater wurde im Juni 1980 Hörspiel des Monats. Für den Rundfunk der DDR verfasste er das Hörspiel „Blues“, das 1974 dort in der Regie von Albrecht Surkau als erste Kunstkopf-Stereofonie ausgestrahlt wurde. 

## Hörspiele in Deutschland
- 1962: Morgen muß ich weiter – Regie: Raoul Wolfgang Schnell (Original-Hörspiel – WDR)
- 1965: Der Buchhändler kann nicht schlafen – Regie: Ulrich Lauterbach (Originalhörspiel – RB/HR/SR DRS)
- 1965: Der Buchhändler kann nicht schlafen – Regie: Edgar Kaufmann (Originalhörspiel – Rundfunk der DDR)
- 1968: Der viktorianische Pavillon – Regie: Fritz-Ernst Fechner (Originalhörspiel – Rundfunk der DDR)
- 1970: Liebesgeschichten: Der Bruder der Braut – Regie: Hans Gerd Krogmann (Originalhörspiel – SWF/RB)
- 1971: Der Totschläger meldet sich – Regie: Horst Loebe (Hörspiel – RB/HR)
- 1971: Bruder der Braut. Fassung von Martin Sperr nach der Übersetzung aus dem Dänischen von Reginald Kahl – Bearbeitung und Regie: Martin Sperr (Originalhörspiel – BR)
- 1973: Blues – Regie: Oswald Döpke (Hörspiel – WDR/SFB)
- 1974: Blues – Regie: Albrecht Surkau, Edith Märtin (Originalhörspiel – Rundfunk der DDR)
- 1975: Tagebuch einer Anpassung – Regie: Ulrich Lauterbach (Originalhörspiel – HR/BR)
- 1980: Scherereien mit Vater – Regie: Ulrich Lauterbach (Originalhörspiel – HR/WDR)
  - Auszeichnung: Hörspiel des Monats Juni 1980
- 1981: Scherereien mit Vater – Regie: Horst Liepach (Originalhörspiel – Rundfunk der DDR)
- 1974: Blues – Regie: Albrecht Surkau, Musik Wolfgang Preissler (Hörspiel Kunstkopf–Stereofonie Rundfunk der DDR)